# Franz Schott

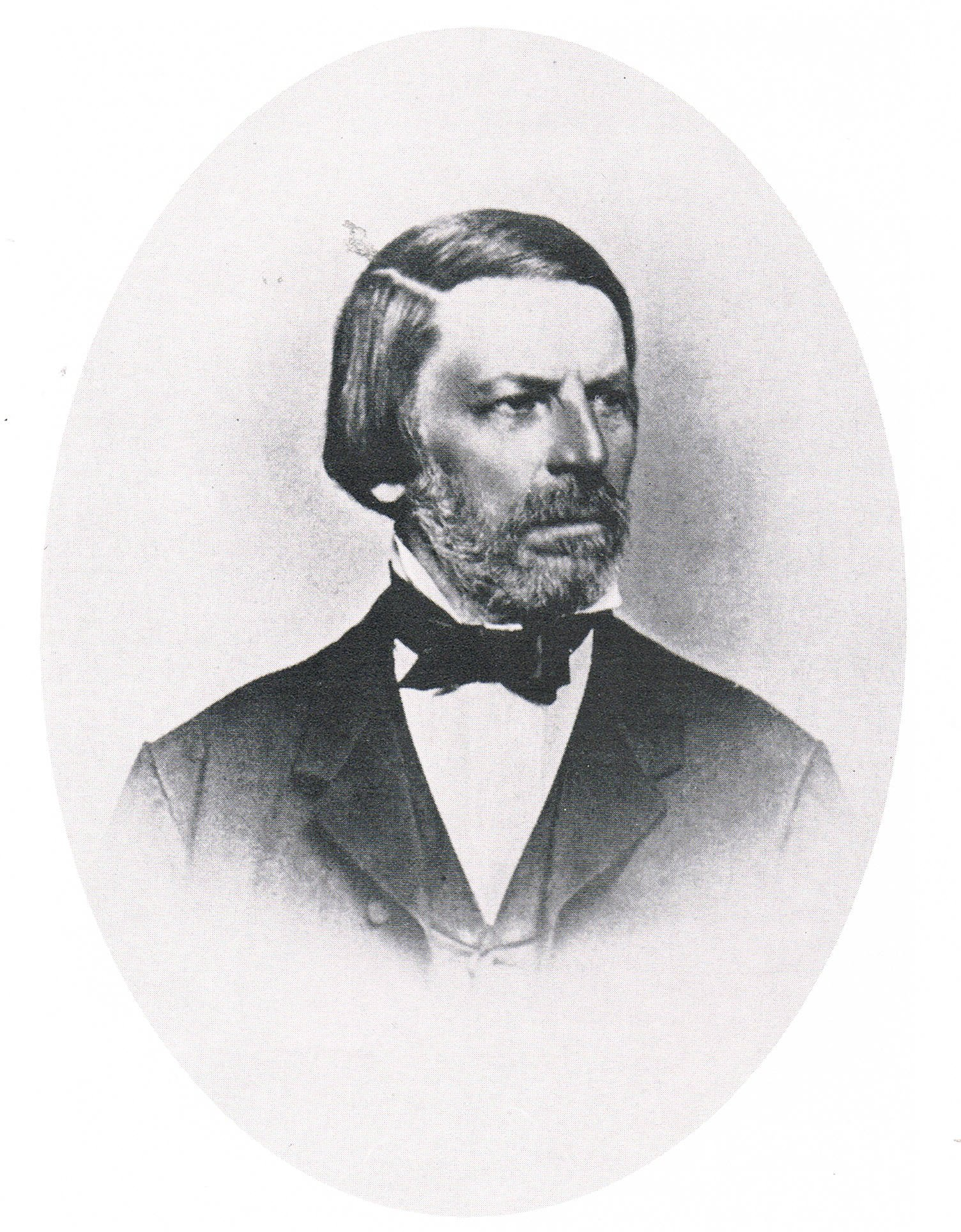
Franz Schott, zeitgenössische Abbildung

Franz Philipp Schott (* 30. Juli 1811 in Mainz; † 8. Mai 1874 in Mailand) war ein deutscher Musikverleger.

## Unternehmer
Franz Schott, Enkel des Verlagsgründers Bernhard Schott und Sohn von Andreas Schott (1781–1840), war ab 1855 der alleinige Inhaber des Musikverlages B. Schott’s Söhne, der als Schott Music bis in unsere Zeit hinein besteht. Ihm gelang es die Zusammenarbeit mit Richard Wagner fest zu etablieren und dadurch einen Meilenstein in der Firmengeschichte zu setzen.
Der Unternehmer zählt zu den großen Mainzer Mäzenen des 19. Jahrhunderts. Er spendete unter anderem einen bedeutenden Anteil für die Errichtung des Schiller-Denkmals, welches von Karl Schmitz auf dem umbenannten Schillerplatz eingeweiht wurde. Zusammen mit seiner Frau Betty, geborene von Braunrasch, errichtete er eine Stiftung zur Gründung und Unterhaltung eines ständigen Orchesters in Mainz. Zur Stiftung gehörte auch der Schottenhof in der heutigen Gaustraße.
In seiner Villa in Laubenheim empfing er viele bedeutende Musiker seiner Zeit. Er war Mitglied der Mainzer Freimaurerloge „Die Freunde zur Eintracht“.
Als Kommerzienrat Franz Schott im Alter von 63 Jahren am 8. Mai 1874 in Mailand starb, ging der Musikverlag an Ludwig Strecker über. Sein Grab befindet sich auf dem Hauptfriedhof Mainz.

## Zusammenarbeit mit Richard Wagner

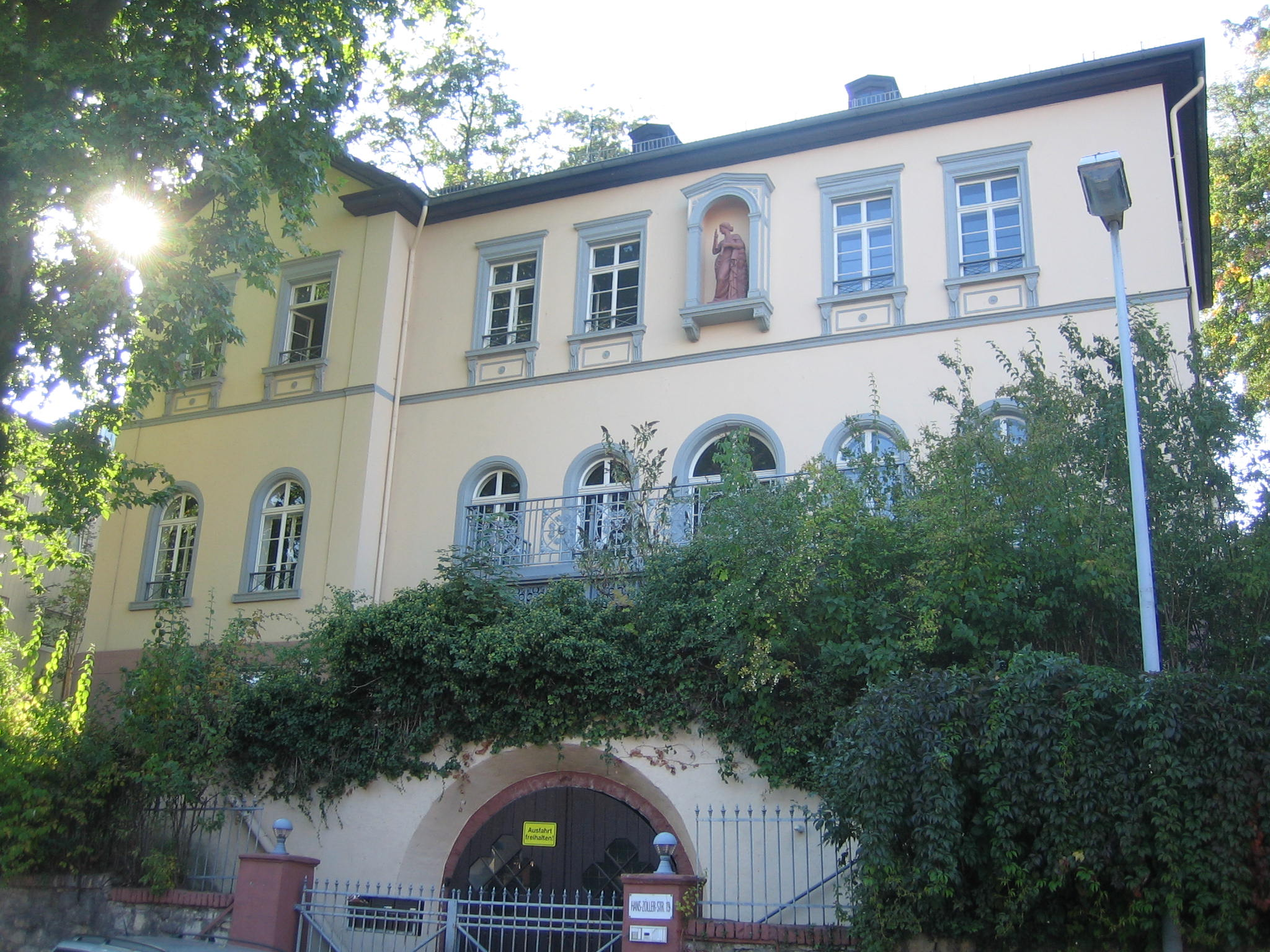
Villa Schott

Erste Kontakte mit Schott knüpfte Richard Wagner im Zusammenhang mit dem Verkauf der Verlagsrechte für seinen Opernzyklus Der Ring des Nibelungen im Jahre 1859. Eine enge Zusammenarbeit und schließlich ein freundschaftliches Verhältnis begann mit der „Entstehungsgeschichte“ von Wagners Oper „Die Meistersinger von Nürnberg“. In finanzieller Not bot Wagner 1861 dem Mainzer Verleger an, exklusiv für Schott (gegen ein Vorschuss-Honorar) ein neues „heiteres Werk“ zu dichten und zu komponieren. Schott sagte zu, worauf Wagner sofort mit der Arbeit begann und wenig später nach Wiesbaden-Biebrich – in Blickkontakt zu Mainz – zog, um sein Werk zu vollenden. Allerdings konnte Wagner sein Versprechen nicht halten, worauf ein „legendärer Briefaustausch“ stattfand.
Wagner schrieb im Oktober 1862 an Schott:
Haben sich die „Meistersinger“ verzögert, so richte ich doch meinen ganzen Lebenszuschnitt jetzt so ein, das Versäumte unausgesetzt nachzuholen. Wenn Sie zurückkommen, sollen Sie auch aus den „Meistersingern“ hören und hoffentlich bald innewerden, um was es sich damit handelt. Nur jetzt: Schleunige Hilfe! Sonst gehe ich ins Wasser!
Die Antwort von Schott:
Den mitgeteilten Erguss einer Ihrer schlaflosen Nächte muss ich wohl mit Stillschweigen übergehen, denn, wenngleich ich weiß, wie ich mich gegen Künstler zu benehmen habe, will ich Ihnen doch nicht sagen, was ich von einem Künstler verlange. Den gewünschten größeren Betrag kann ich Ihnen nicht zur Verfügung stellen. Überhaupt kann ein Musikverleger Ihre Bedürfnisse nicht bestreiten; dies kann nur ein enorm reicher Bankier oder ein Fürst, der über Millionen zu verfügen hat. Findet sich dieser nicht, so müsste man an das deutsche Volk appellieren.
Bekanntlich fand Wagner einige Jahre später in König Ludwig II. von Bayern den „Fürsten“. Schott unterstützte später die ersten Bayreuther Festspiele und zahlte an Wagner für dessen letztes Werk Parsifal das bis dahin höchste Honorar eines Musikverlages in Höhe von 100.000 Reichsmark.
Die Briefe Richard Wagners an Franz Schott gehören zu den herausragenden Kostbarkeiten der Stadtbibliothek Mainz.

## Bürgermeister

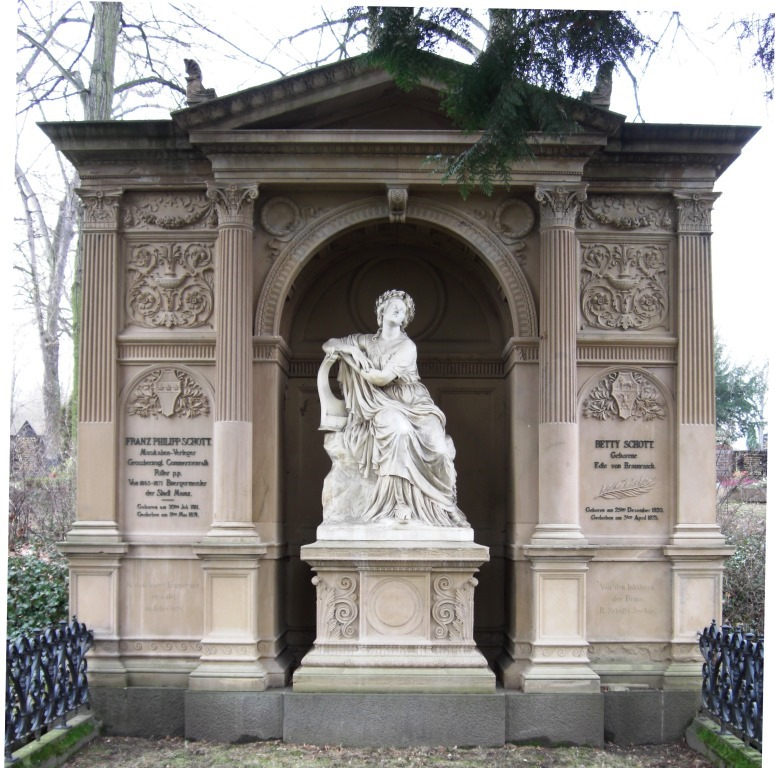
Grab von Franz Philipp Schott auf dem Hauptfriedhof Mainz

Zwischen Januar 1865 und Januar 1871 bekleidete Franz Schott das Amt des Mainzer Bürgermeisters. Die Amtszeit war zwar relativ kurz, durch die deutschen Einigungskriege, dem Preußisch-Österreichischen Krieg (1866) und dem Französisch-Preußischen Krieg 1870/71 jedoch unruhig und kummervoll. Am 20. Juli 1866 wurde der Belagerungszustand über die Festung und Stadt verhängt. Um Konflikte in der Garnison zu vermeiden, verließen die Masse der preußischen und österreichischen Soldaten die Festung. Während der Übergangsphase waren bayrische Truppen und der Gouverneur in der Festung untergebracht. Nach dem Vorfrieden von Nikolsburg und endlich dem Friedensvertrag von Prag verließen die Österreicher noch 1866 die Bundesfestung Mainz endgültig und fortan bestimmten preußische Militärs das Schicksal der Festung Mainz. Franz Schott beteiligte sich an diversen Eingaben an die preußischen Festungsbehörden, um die durch den Festungsgürtel eingeschnürte Stadt Mainz erweitern zu können (siehe Artikel: Mainz-Neustadt). Die durch den Garnisonsbetrieb und die vielen „ausländischen“, insbesondere der preußischen, Soldaten über viele Jahre dauernden Reibereien konnten durch seine Vermittlungsbemühungen auf ein erträgliches Ausmaß verringert werden. Er pflegte ein gutes Verhältnis zum Gouverneur der Festung, Prinz Holstein, der 1871 Ehrenbürger der Stadt Mainz wurde.
Einer der Höhepunkte seiner Amtszeit lag in der Anfangsphase des Französisch-Preußischen Krieges, als Mainz für fünf Tage Hauptquartier war und König Wilhelm I. sowie Bismarck (im Hause Kupferberg) in Mainz weilten. Die Gründung eines „Frauenvereins vom Roten Kreuz“ durch Großherzogin Alice von Hessen und bei Rhein und des Roten Kreuzes in Mainz bildete die Keimzelle für die „Sanitäts-Hülfsvereine“ des Hauptverbandplatzes Mainz während der ersten Kriegstage.
Die (kurze) Schottstraße am Mainzer Hauptbahnhof ist nach ihm benannt.